# 埃克兰国家公园

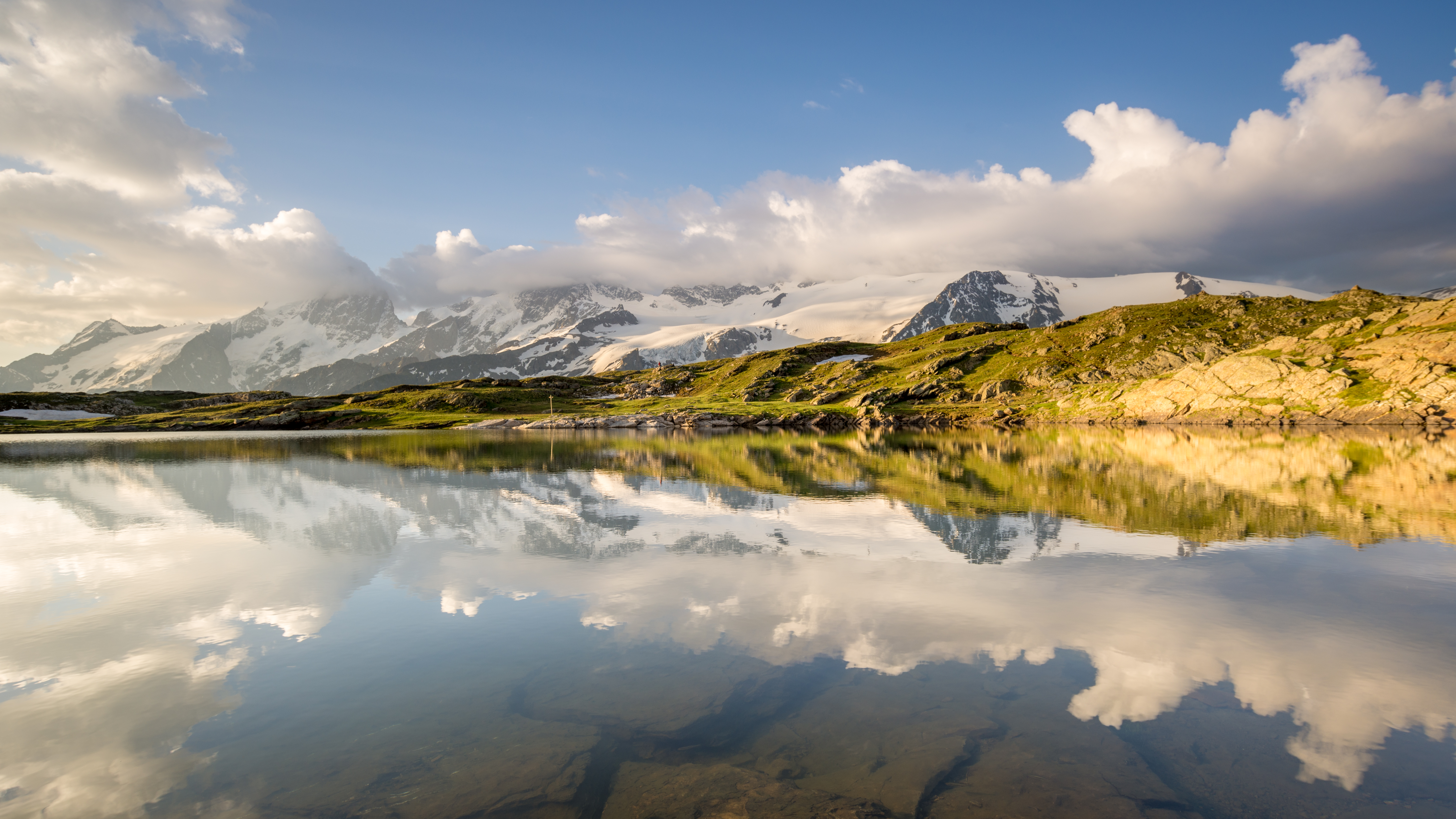
埃克兰国家公园

埃克兰国家公园（法語：Parc national des Écrins），是法国的国家公园，位于法国东南部格勒诺布尔以南、加普以北的多菲内山，其最高峰巴尔德塞克兰峰高达4102米。该区域内包括众多山峰、冰川、河流、湖泊，以及阿尔卑斯山区的各类动物和植被，景色迷人，每年吸引来自各国的游客多达80万。尤其对于热爱自然风光的朋友，来此作一日或多日徒步旅行都是不错的选择。
单日旅行可考虑乘公交车从布里扬松出发到卡塞，下车即达公园入口之一；公车途径的小镇勒莫内捷莱班亦可作为下榻地，从此步行即可进入园区，即可不受公车时间限制，拥有更充裕的时间。多日徒步旅行可参考GR50、GR54等徒步路线。